# (3257) Hanzlík
(3257) Hanzlík es un asteroide perteneciente al cinturón de asteroides, descubierto el 15 de abril de 1982 por Antonín Mrkos desde el Observatorio Kleť, České Budějovice, República Checa.

## Designación y nombre
Designado provisionalmente como 1982 GG. Fue nombrado Hanzlík en honor al científico y meteorólogo checo Stanislav Hanzlík.